# Buloh Kasap
Buloh Kasap is een plaats in de Maleisische deelstaat Johor.
Buloh Kasap telt 2500 inwoners.